# Taubenkobel Längenmoos (Mittelstetten)

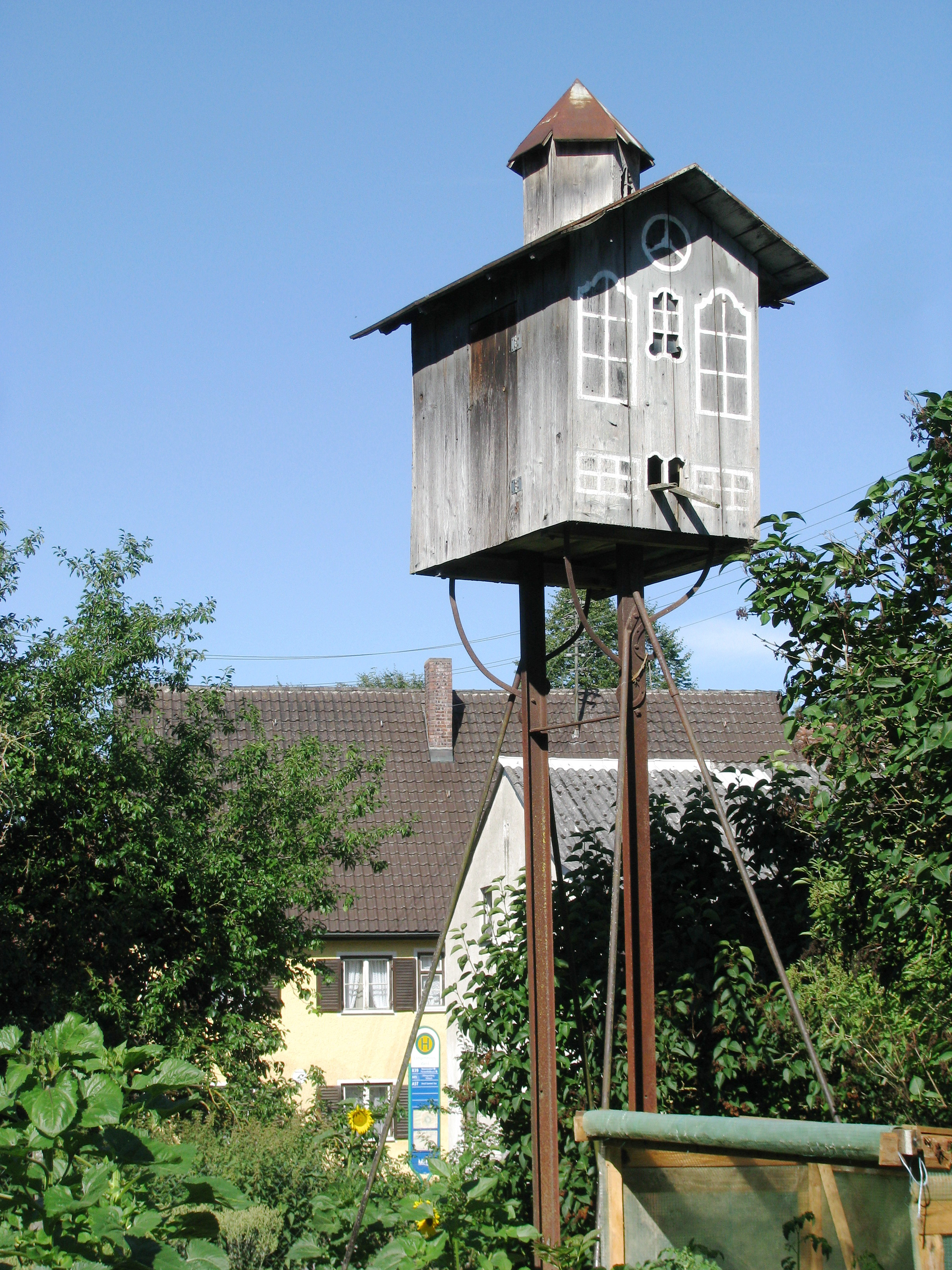
Taubenkobel in Längenmoos

Der Taubenkobel in Längenmoos, einem Gemeindeteil von Mittelstetten im oberbayerischen Landkreises Fürstenfeldbruck, wurde um 1900 errichtet. Das Taubenhaus im Hof des Hauses Dorfstraße 7 ist ein geschütztes Baudenkmal.
Das Taubenhaus aus Holz hat das Aussehen eines palaisartigen Hauses. Es steht auf circa drei Meter hohen Eisenstangen. Auf dem Satteldach sitzt ein achteckiger Dachreiter.